# Camilla Pedersen
Camilla Pedersen (* 8. Juni 1983 in Esbjerg) ist eine dänische Triathletin. Sie ist zweifache Europameisterin auf der Langdistanz (2011), auf der Mitteldistanz (2013, 2017), sie gewann 2013 die Ironman European Championship und ist Triathlon-Weltmeisterin auf der Langdistanz (2014).

## Werdegang
Im Jahr 2010 startete Camilla Pedersen bei ihrem ersten Triathlon.

### Europameisterin Triathlon Langdistanz 2011
2011 wurde Camilla Pedersen in Finnland Triathlon-Europameisterin auf der Langdistanz (4 km Schwimmen, 120 km Radfahren und 30 km Laufen). Pedersen wird trainiert vom dänischen Nationalcoach Michael Krüger. Ihr Spitzname ist „Mille“. Sie wurde im Juli 2012 Zweite bei der Weltmeisterschaft auf der Triathlon-Langdistanz.
Im Mai 2013 wurde Pedersen Europameisterin auf der Mitteldistanz, im Juni auch Triathlon-Vizeweltmeisterin auf der Langdistanz und im Juli gewann sie die Ironman European Championship.
Nach einem schweren Trainingsunfall mit dem Rad am 3. September lag Camilla Pedersen mit Schädelfrakturen im künstlichen Koma.
Mitte Oktober durfte sie das Krankenhaus erstmals wieder für einige Tage verlassen.

### Weltmeisterin Triathlon Langdistanz 2014
2014 kehrte sie ins Renngeschehen zurück und im April konnte sie die Challenge Fuerteventura für sich entscheiden.
Im September holte sie sich in China nach zwei Vizemeistertiteln in den Vorjahren auch den Titel der Weltmeisterin auf der Triathlon-Langdistanz.
Im Juni 2015 wurde Camilla Pedersen in Schweden Triathlon-Vizeweltmeisterin auf der Langdistanz und im Oktober wurde sie Achte bei der Ironman-Weltmeisterschaft auf Hawaii. Im November 2016 wurde sie wie auch im Vorjahr Dritte beim Ironman Mexico.

### Triathlon-Europameisterin Mitteldistanz 2017
Im Juni 2017 wurde sie im Rahmen des Challenge Herning in Dänemark nach 2013 erneut Triathlon-Europameisterin auf der Mitteldistanz. Die damals 35-Jährige wurde im Juli 2018 Vierte bei der ITU-Weltmeisterschaft auf der Triathlon-Langdistanz. Im September wurde sie Zweite beim Ironman Wales.
Im August 2019 wurde sie nach 8:49:23 h in persönlicher Bestzeit im Ironman Copenhagen Zweite hinter der Deutschen Anne Haug. Im Juni 2021 wurde sie beim Ironman 70.3 Kronborg-Elsinore Dritte der Ironman 70.3 European Championships.
Camilla Pedersen startet zusammen mit Henrik Hyldelund und Martin Jensen im dänischen Fusion-Team. Seit Februar 2021 ist sie Mutter eines Sohnes.

## Auszeichnungen
- 2014 – Sportlerin des Jahres (Dänemark)[8]

## Sportliche Erfolge
| Datum/Jahr    | Rang | Wettbewerb                                           | Austragungsort  | Zeit     | Bemerkung                                                                          |
| ------------- | ---- | ---------------------------------------------------- | --------------- | -------- | ---------------------------------------------------------------------------------- |
| 2. Sep. 2023  | 3    | Triathlon de Gérardmer                               | Gérardmer       | 05:01:03 | hinter der Schweizerin Julie Derron                                                |
| 27. Juni 2021 | 3    | Ironman 70.3 European Championships                  | Helsingør       | 04:15:51 | Dritte der Ironman 70.3 European Championships beim Ironman 70.3 Kronborg-Elsinore |
| 28. Juli 2019 | 1    | Trumer Triathlon                                     | Obertrum am See | 04:29:51 | Mitteldistanz (1,9 km Schwimmen, 88,5 km Radfahren und 21,1 km Laufen)             |
| 21. Apr. 2019 | 1    | Cannes International Triathlon                       | Cannes          | 04:56:23 |                                                                                    |
| 1. Sep. 2018  | 1    | Triathlon de Gérardmer                               | Gérardmer       | 04:55:28 |                                                                                    |
| 9. Juli 2017  | 2    | Ironman 70.3 Jönköping                               | Jönköping       | 04:24:03 |                                                                                    |
| 18. Juni 2017 | 4    | Ironman 70.3 Elsinore                                | Helsingør       | 04:11:24 | Ironman 70.3 European Championships                                                |
| 10. Juni 2017 | 1    | ETU Middle Distance Triathlon European Championships | Barcelona       | 04:15:01 | Europameisterin auf der Mitteldistanz im Rahmen der Challenge Herning              |
| 23. Apr. 2017 | 1    | Chia Sardinia 70.3 Triathlon                         | Sardinien       | 04:23:30 |                                                                                    |
| 6. Aug. 2016  | 1    | Challenge Fredericia                                 | Fredericia      | 04:13:11 | Siegerin bei der Erstaustragung                                                    |
| 3. Juli 2016  | 2    | Ironman 70.3 Norway                                  | Haugesund       | 04:15:35 |                                                                                    |
| 20. März 2016 | 2    | Ironman 70.3 Monterrey                               | Monterrey       | 04:12:05 |                                                                                    |
| 9. Aug. 2015  | 1    | Ironman 70.3 Germany                                 | Wiesbaden       | 04:14:28 | [ 10 ]                                                                             |
| 7. Juni 2015  | 1    | Ironman 70.3 Kraichgau                               | Kraichgau       | 04:24:56 | Siegerin bei der Erstaustragung                                                    |
| 17. Mai 2015  | 1    | Ironman 70.3 Barcelona                               | Barcelona       | 04:33:34 | erfolgreiche Titelverteidigung in Spanien                                          |
| 3. Mai 2015   | 3    | Ironman 70.3 Pays d’Aix France                       | Aix-en-Provence | 04:36:37 |                                                                                    |
| 6. Dez. 2014  | 9    | Challenge Bahrain                                    | Bahrain         | 04:06:29 | bei der Erstaustragung                                                             |
| 7. Sep. 2014  | 1    | Triathlon de Gérardmer                               | Gérardmer       | 02:23:50 | Siegerin auf der olympischen Distanz                                               |
| 6. Sep. 2014  | 1    | Triathlon de Gérardmer                               | Gérardmer       | 04:57:36 | Siegerin in den Vogesen                                                            |
| 10. Aug. 2014 | 4    | Ironman 70.3 Germany                                 | Wiesbaden       | 04:36:57 | Vierte bei der Europameisterschaft über die halbe Ironman-Distanz                  |
| 22. Juni 2014 | 1    | Ironman 70.3 Aarhus                                  | Aarhus          | 04:26:05 | Siegerin bei der Erstaustragung                                                    |
| 1. Juni 2014  | 1    | Ironman 70.3 Italy                                   | Pescara         | 04:19:04 |                                                                                    |
| 18. Mai 2014  | 1    | Ironman 70.3 Barcelona                               | Barcelona       | 04:36:16 | Siegerin bei der Erstaustragung                                                    |
| 26. Apr. 2014 | 1    | Challenge Fuerteventura                              | Fuerteventura   | 04:30:13 | Siegerin auf der Halbdistanz                                                       |
| 23. Juni 2013 | 1    | Challenge Aarhus                                     | Aarhus          |          | Siegerin auf der Halbdistanz                                                       |
| 19. Mai 2013  | 1    | ETU Middle Distance Triathlon European Championships | Barcelona       | 04:35:34 | Europameisterin auf der Mitteldistanz im Rahmen der Half Challenge Barcelona       |
| 17. März 2013 | 3    | Ironman 70.3 San Juan                                | San Juan        | 04:22:18 |                                                                                    |
| 3. Feb. 2013  | 2    | Ironman 70.3 Panama                                  | Panama City     | 04:25:11 |                                                                                    |
| 10. Juni 2012 | 4    | ETU Middle Distance Triathlon European Championships | Kraichgau       | 04:24:22 | ETU-Europameisterschaft auf der Halbdistanz im Rahmen der Challenge Kraichgau      |
| 27. Mai 2012  | 1    | Half Challenge Barcelona                             | Barcelona       |          |                                                                                    |
| 24. Juni 2011 | 23   | ETU Triathlon European Championships                 | Pontevedra      | 02:09:13 | Europameisterschaft                                                                |

| Datum/Jahr    | Rang | Wettbewerb                                         | Austragungsort    | Zeit     | Bemerkung |
| ------------- | ---- | -------------------------------------------------- | ----------------- | -------- | --- |
| 7. Mai 2023   | 4    | ITU Long Distance Triathlon World Championships    | Ibiza             | 06:08:57 | Weltmeisterschaft auf der Triathlon-Langdistanz |
| 18. Aug. 2019 | 2    | Ironman Copenhagen                                 | Kopenhagen        | 08:49:23 | persönliche Bestzeit auf der Ironman-Distanz; Zweite hinter Anne Haug |
| 4. Mai 2019   | DNF  | ITU Long Distance Triathlon World Championships    | Pontevedra        | –        | schnellste Schwimmerin bei der Weltmeisterschaft auf der Triathlon-Langdistanz |
| 9. Sep. 2018  | 2    | Ironman Wales                                      | Tenby             | 10:05:41 | |
| 14. Juli 2018 | 4    | ITU Long Distance Triathlon World Championships    | Fyn               | 05:59:21 | ITU-Weltmeisterschaft Triathlon-Langdistanz |
| 27. Nov. 2016 | 3    | Ironman Mexico                                     | Cozumel           | 09:14:11 | |
| 29. Nov. 2015 | 3    | Ironman Mexico                                     | Cozumel           | 09:14:08 | Dritte hinter der Britin Corinne Abraham |
| 10. Okt. 2015 | 8    | Ironman Hawaii                                     | Hawaii            | 09:25:41 | |
| 27. Juni 2015 | 2    | ITU Long Distance Triathlon World Championships    | Motala            | 05:31:48 | Triathlon-Vizeweltmeisterin auf der Langdistanz |
| 29. März 2015 | 4    | Ironman South Africa                               | Port Elizabeth    | 09:35:25 | |
| 21. Sep. 2014 | 1    | ITU Long Distance Triathlon World Championships    | Weihai            | 05:43:31 | Triathlon-Weltmeisterin auf der Langdistanz |
| 6. Juli 2014  | DNF  | Ironman Germany                                    | Frankfurt         | –        | Ironman-European Championship |
| 7. Juli 2013  | 1    | Ironman Germany                                    | Frankfurt am Main | 08:56:01 | Ironman-European Championship |
| 1. Juni 2013  | 2    | ITU Long Distance Triathlon World Championships    | Belfort           | 04:44:14 | Zweite und Triathlon-Vizeweltmeisterin auf der Langdistanz hinter der Australierin Melissa Hauschildt; witterungsbedingt als Duathlon ausgetragen (9,5 km Laufen, 87 km Radfahren und 20 km Laufen) |
| 29. Juli 2012 | 2    | ITU Long Distance Triathlon World Championships    | Vitoria-Gasteiz   | 06:09:23 | Zweite bei der Weltmeisterschaft auf der Triathlon-Langdistanz |
| 21. Aug. 2011 | 1    | ETU Long Distance Triathlon European Championships | Tampere           | 06:10:25 | Europameisterin auf der Langdistanz (4 km Schwimmen, 120 km Radfahren und 30 km Laufen) |

(DNF – Did Not Finish)